# Turís
Turís község Spanyolországban, Valencia tartományban. Turís Montserrat, Montroy, Alborache, Dos Aguas, Godelleta és Torrent községekkel határos. Lakosainak száma 7544 fő (2024).

## Népesség
A település népessége az utóbbi években az alábbiak szerint változott:
| Lakosok száma | 4804 | 5305 | 6053 | 6499 | 6637 | 6588 | 6627 | 6646 | 7019 | 7544 |
|               | 2001 | 2004 | 2007 | 2009 | 2012 | 2014 | 2017 | 2019 | 2022 | 2024 |